# Quốc kỳ Cộng hòa Khmer
Quốc kỳ Cộng hòa Khmer (tiếng Khmer: ទង់ជាតិសាធារណរដ្ឋខ្មែរ, Tóng chéatĕ Sathéarônârôdth Khmêr [tɔŋ ciət sathiəreaʔnaʔrɔət kʰmae]; n.đ. 'Quốc kỳ Cộng hòa Khmer')  là một trong những lá cờ lịch sử của Campuchia. Nó bao gồm một trường màu xanh lam với một vùng hình chữ nhật màu đỏ. Hình chữ nhật màu đỏ mang hình bóng Angkor Wat. Ba ngôi sao lớn màu trắng được xếp theo chiều ngang ở góc trên của trường màu xanh lam.

## Lịch sử
Quốc kỳ Cộng hòa Khmer được chính quyền Lon Nol giới thiệu vào ngày 9 tháng 10 năm 1970 thay thế cho Quốc kỳ Hoàng gia. Nó là lá cờ chính thức của Campuchia trong gần 5 năm và được trưng bày tại Thế vận hội Mùa hè năm 1972, khi Campuchia chính thức thi đấu dưới chính phủ mới sau một thời gian dài vắng bóng.
Quốc kỳ này bị hủy bỏ vào ngày 17 tháng 4 năm 1975 khi Khmer Đỏ lật đổ Cộng hòa Khmer và thành lập Campuchia Dân chủ và thay thế lá cờ bằng một lá cờ mới của riêng họ. Nơi cuối cùng lá cờ này được treo lên là vào tháng 5 năm 1975 tại khu vực sau cùng do Quân đội Quốc gia Khmer nắm giữ trên vách đá của Đền Preah Vihear ở Dãy núi Dângrêk. Mặc dù chính phủ của họ đã đầu hàng nhưng những người lính trung thành của Cộng hòa Khmer vẫn tiếp tục kiên cường giữ vững vị trí của mình trong gần một tháng sau khi Phnôm Pênh thất thủ. Cuối cùng tiền đồn đó rơi vào tay Khmer Đỏ vào ngày 22 tháng 5 năm 1975. Quốc kỳ Campuchia Dân chủ trở thành lá cờ của Campuchia sau khi chính phủ cộng hòa bị lật đổ.

### Sau này
Quốc kỳ Cộng hòa Khmer về sau vẫn được các nhóm đối lập Campuchia lưu vong sử dụng, chẳng hạn như Đảng Quyền lực Khmer (KPP), và bởi một số chính đảng ở Campuchia, chẳng hạn như Đảng Cộng hòa Khmer (KRP), mặc dù ở quy mô nhỏ hơn nếu so sánh với quốc kỳ Việt Nam Cộng hòa. Học giả Keng Vannsak nhận xét rằng theo mê tín của người Campuchia thì việc chọn ba ngôi sao cho lá cờ này là điềm gở. Đảng Tự do Campuchia (CLP), Đảng Phong trào Dân chủ Hang Dara (HDMP), Đảng Mặt trận Khmer, Đảng Cải cách Khmer, Đảng Khmer Yêu Khmer và Đảng Xã hội Công lý cũng sử dụng cờ này. Quân đội Hoàng gia Campuchia sử dụng lá cờ này làm quân kỳ.

## Biểu tượng

### Họa tiết
Quốc kỳ của Cộng hòa Khmer vẫn giữ hình bóng Angkor Wat ba tháp màu trắng, cũng như màu xanh và đỏ của lá cờ hoàng gia trước đó, nhưng theo một kiểu khác.

### Ngôi sao
Theo Điều 4 của Luật Hiến pháp Cộng hòa Khmer được Quốc hội biểu quyết ngày 7 tháng 10 năm 1970, ba ngôi sao trong vùng màu xanh tượng trưng cho những nội dung sau:
- Quốc gia, tôn giáo và nước Cộng hòa Campuchia
- Ba quyền của Nhà nước: Lập pháp, hành pháp và tư pháp
- Tam bảo của Phật giáo (Phật, Pháp và Tăng)